# Гонка Формулы-E в Лондоне
Гонка Формулы-Е в Лондоне (англ. London E-Prix) — один их этапов соревнования среди одноместных электрических автомобилей чемпионата Формулы-E. Последний раз прошел на временной трассе на территории выставочного центра ExCeL в Лондоне, Великобритания. Впервые этап был проведен в сезоне 2014—15.

## История
Этап в Лондоне впервые состоялся в первом же сезоне чемпионата Формулы E. Всемирный совет FIA в декабре 2013 года подтвердил его проведение, а в феврале 2015 года Уондсвортский районный совет разрешил проведение гонок на территории Парка Баттерси. 27 и 28 июня 2015 года состоялся первый еПри Лондона в формате двух гонок. Так как это был последний этап в календаре первого сезона, то на нём состоялось сражение за чемпионский титул. По итогам гонок и сезона Нельсон Пике-мл. стал чемпионом.
В 2016 году гонки вновь прошли в парке Баттерси и вновь этап в Лондоне стал последним в сезоне. Вторая гонка была примечательна тем, что в ней два претендента на титул — Лукас ди Грасси и Себастьен Буэми — столкнулись на первом круге. Им пришлось на разбитых автомобилях добираться до боксов, чтобы пересесть на вторые автомобили и побороться за быстрый круг. В итоге Себастьен Буэми сумел проехать быстрый круг, заработать два дополнительных очка и опередить Лукаса ди Грасси в турнирной таблице.
Этап в 2016 году стал последним для трассы в Парке Баттерси, из-за того, что против проведения гонок в парке протестовали местные жители, однако руководство чемпионата надеялось найти новое место проведения лондонского этапа в будущем.
В феврале 2019 года было объявлено о возвращении еПри Лондона в Формулу E. Лондонский этап пройдет на новой трассе на территории выставочного центра «ExCeL». Также в планах организаторов разместить часть трассы внутри самого комплекса, так что еПри Лондона станет первым международным гоночным соревнованием, которое пройдёт как и внутри крытого помещения, так и снаружи. Планировавшийся этап в 2020 году был отменён из-за пандемии COVID-19, и этап состоялся в 2021 году.

## Трасса

### Баттерси-Парк
В 2015 и в 2016 годах гонки прошли на территории Парка Баттерси. Трасса была длиной 2,925 км и состояла из 16 поворотов. Трасса подвергалась критике со стороны гонщиков, как слишком узкая и кочковатая. Также местные жители были против проведения гонок в парке, в итоге организаторы в 2016 году отказались от дальнейших соревнований в этом месте.

### ExCeL London
В марте 2019 году была представлена новая трасса для лондонского этапа. Планируется, что трасса пройдет на территории выставочного центра «ExCeL», а особенностью это трассы станет расположение стартовой прямой и боксов команды внутри самого центра. В 2021 году перед этапом была представлена слегка изменённая схема трассы, длиной 2,252 км, содержащая 22 поворота.
В 2022 году был изменён второй сектор трассы — была убрана двойная шпилька, которая была раскритикована гонщиками за её аварийность. Вместо неё была добавлена шикана наподобие «автобусной остановки», и длина трассы сократилась до 2,141 км. Из-за того, что трасса менее энергозатратная, чем остальные в календаре, FIA каждый год уменьшала количество доступной энергии на гонку, с 52 кВт·ч до 48 кВт·ч в 2021 году, и до 46 кВт·ч в 2022 году. Таким образом FIA хотела заставить гонщиков чаще экономить энергию в гонке, чтобы снизить количество аварий.
В 2023 году трасса была укорочена до 2,086 км.

## Победители
| Сезон   | Сезон   | Дата проведения                | №                              | Пилот                          | Команда                          | Трасса                         | Отчёт                          |
| ------- | ------- | ------------------------------ | ------------------------------ | ------------------------------ | -------------------------------- | ------------------------------ | ------------------------------ |
| 2023—24 | Гонка 2 | 21 июля 2024                   | 12                             | Оливер Роуленд                 | Nissan Formula E Team            | ExCeL London                   | Отчёт                          |
| 2023—24 | Гонка 1 | 20 июля 2024                   | 11                             | Паскаль Верляйн                | TAG Heuer Porsche Formula E Team | ExCeL London                   | Отчёт                          |
| 2022—23 | Гонка 2 | 30 июля 2023                   | 10                             | Ник Кэссиди                    | Envision Racing                  | ExCeL London                   | Отчёт                          |
| 2022—23 | Гонка 1 | 29 июля 2023                   | 9                              | Митч Эванс                     | Jaguar TCS Racing                | ExCeL London                   | Отчёт                          |
| 2021—22 | Гонка 2 | 31 июля 2022                   | 8                              | Лукас ди Грасси                | ROKiT Venturi Racing             | ExCeL London                   | Отчёт                          |
| 2021—22 | Гонка 1 | 30 июля 2022                   | 7                              | Джейк Деннис                   | Avalanche Andretti Formula E     | ExCeL London                   | Отчёт                          |
| 2020—21 | Гонка 2 | 25 июля 2021                   | 6                              | Алекс Линн                     | Mahindra Racing                  | ExCeL London                   | Отчёт                          |
| 2020—21 | Гонка 1 | 24 июля 2021                   | 5                              | Джейк Деннис                   | BMW i Andretti Motorsport        | ExCeL London                   | Отчёт                          |
| 2019—20 | 2019—20 | Отмена из-за пандемии COVID-19 | Отмена из-за пандемии COVID-19 | Отмена из-за пандемии COVID-19 | Отмена из-за пандемии COVID-19   | Отмена из-за пандемии COVID-19 | Отмена из-за пандемии COVID-19 |
| 2015—16 | Гонка 2 | 3 июля 2016                    | 4                              | Николя Прост                   | Renault e.dams                   | Баттерси-Парк                  | Отчёт                          |
| 2015—16 | Гонка 1 | 2 июля 2016                    | 3                              | Николя Прост                   | Renault e.dams                   | Баттерси-Парк                  | Отчёт                          |
| 2014—15 | Гонка 2 | 28 июня 2015                   | 2                              | Сэм Бёрд                       | Virgin Racing                    | Баттерси-Парк                  | Отчёт                          |
| 2014—15 | Гонка 1 | 27 июня 2015                   | 1                              | Себастьен Буэми                | Renault e.dams                   | Баттерси-Парк                  | Отчёт                          |

## Галерея

Конфигурация трассы в Парке Баттерси в сезонах 2014/2015 и 2015/2016.
Конфигурация трассы «ExCeL» в сезоне 2020/2021.
Конфигурация трассы «ExCeL» в сезоне 2021/2022.